# 格奧爾吉耶夫卡 (赫爾松州)
47°17′55″N 34°14′33″E / 47.29861°N 34.24250°E
赫奥尔希伊夫卡（烏克蘭語：Георгіївка），或按俄语名译为格奥尔吉耶夫卡，是位於烏克蘭南部的村莊，由赫爾松州卡霍夫卡區的上羅哈奇克市鎮負責管轄。該村始建於1832年，面積0.57平方公里，海拔高度24米，2001年人口155，人口密度每平方公里270.5人。